# La Nuit des fous vivants
Pour plus de détails, voir Fiche technique et Distribution.
La Nuit des fous vivants (The Crazies) est un film américain réalisé par George A. Romero, sorti en 1973.

## Synopsis
The Crazies est l'histoire d'un produit chimique nommé Trixie, déversé dans une rivière après le crash de l'avion militaire qui le transportait. Une ville alimentée en eau par cette rivière, du nom de Evans City, va voir ses habitants sombrer dans la démence et tuer familles et amis.
L'armée intervient alors et met le village en quarantaine, quitte à exécuter ceux qui ne s'y plieront pas.

## Fiche technique
- Titre : La Nuit des fous vivants
- Titre original : The Crazies
- Réalisation : George A. Romero
- Scénario : George A. Romero et Paul McCollough
- Musique : Bruce Roberts
- Photographie : S. William Hinzman
- Montage : George A. Romero
- Production : A.C. Croft et Margaret Walsh
- Budget : 275 000 dollars (209 000 euros)
- Pays d'origine : États-Unis
- Format : Couleurs - 1,66:1 - Mono - 16 mm
- Genre : Action, horreur
- Durée : 103 minutes
- Dates de sortie : 16 mars 1973 (États-Unis), 5 juillet 1979 (France)
- Interdit aux moins de 16 ans

## Distribution
- Lane Carroll : Judy
- Will MacMillan: David
- Harold Wayne Jones : Clank
- Lloyd Hollar : le colonel Peckem
- Lynn Lowry : Kathy Bolman
- Richard Liberty : Artie Bolman
- Richard France : le docteur Watts
- Harry Spillman : le major Ryder
- Will Disney : le docteur Brookmyre
- Edith Bell : le laborantin
- Bill Thunhurst : Brubaker
- Leland Starnes : Shelby
- A.C. McDonald : le général Bowen
- Robert J. McCully : Hawks
- Robert Karlowsky : le shérif Cooper
- Tony Scott : l'adjoint Shade

## Autour du film
- Le tournage s'est déroulé à Evans City, Pittsburgh et Zelienople, en Pennsylvanie.
- Un remake réalisé par Breck Eisner est sorti en 2010.
- La chanson Heaven Help Us est interprétée par Beverly Bremers.
- La maison en feu au début du film fut un heureux hasard, quand des pompiers, alors en plein entraînement, acceptèrent que l'équipe de tournage filme la scène[1].